# Franclens
Franclens este o comună în departamentul Haute-Savoie din sud-estul Franței. În 2009 avea o populație de 430 de locuitori.

## Evoluția populației
| An        | 1975 | 1982 | 1990 | 1999 | 2006 | 2009 |
| --------- | ---- | ---- | ---- | ---- | ---- | ---- |
| Populație | 191  | 215  | 305  | 335  | 357  | 430  |